# Campana GFM
Una campana per a observació i fusell metrallador (campana GFM) (en francès, cloche guetteur et fusil-mitrailleur) és un equip instal·lat a les fortificacions franceses de la dècada del 1930 (coneguda com a línia Maginot). Aquest model de blindatge estava originalment dissenyat només per a vigilància i defensa propera de blocs i casamates, però també es va utilitzar com a observatori secundari d'artilleria i, a causa de les restriccions pressupostàries, també va substituir les torretes.
GFM és l'acrònim de Guetteur et Fusil-Mitrailleur (observador i fusell metrallador, en francès). Hi ha dos models de campana GFM (tipus A model de 1929, i tipus B model de 1934). Durant els combats, totes les campanes es van mostrar molt resistents als bombardejos més forts, però el model A va ser molt vulnerable als projectils de canons disparats a gran velocitat, com el canó alemany de 88 mm.
La majoria dels autors coincideixen que aquesta campana era massa sovint utilitzada per a missions o llocs que no estaven destinades originalment.

## Història dels canvis
L'elecció de la campana com a instrument de defensa propera dels blocs de combat dels ouvrages es va imposar bastant ràpidament, però no va ser exempta de crítiques. Molts van criticar la campana GFM i als altres tipus de campanes per ser massa visibles al paisatge i, per tant, ser molt vulnerables als impactes de projectils. També, uns creien que el mateix home no podia observar i disparar al mateix temps, i altres van recordar que durant la Primera Guerra Mundial la campana era pràcticament inhabitable durant els bombardejos amb obusos de gran calibre (els seus ocupants quedaven afectats i de vegades morien per l'ona de xoc). A més, a la 30a reunió del Comitè organitzador de les regions fortificades (CORF), el general Belhague va declarar que «un vigilant que dispara no vigila» i, a la 40a reunió, es va estimar que la presència de cinc troneres reduïa la solidesa de la campana i que només eren necessàries tres troneres.
Tenint en compte aquestes crítiques, la campana es va mantenir tanmateix com una defensa propera i les especificacions tècniques transmeses al fabricant van donar lloc a la producció d'una campana anomenada «campana GFM tipus A (model de 1929)».

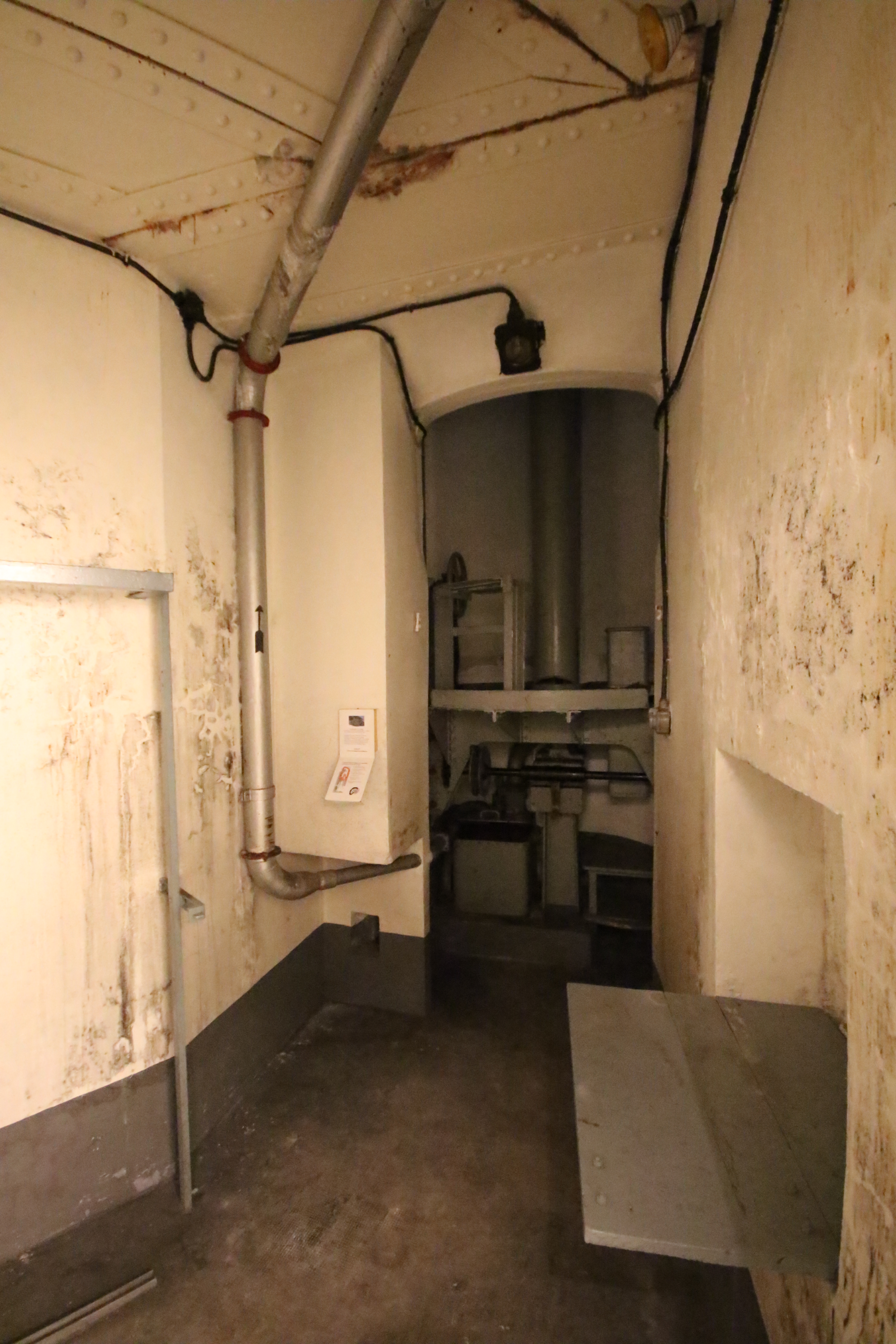
Interior d'una campana GFM
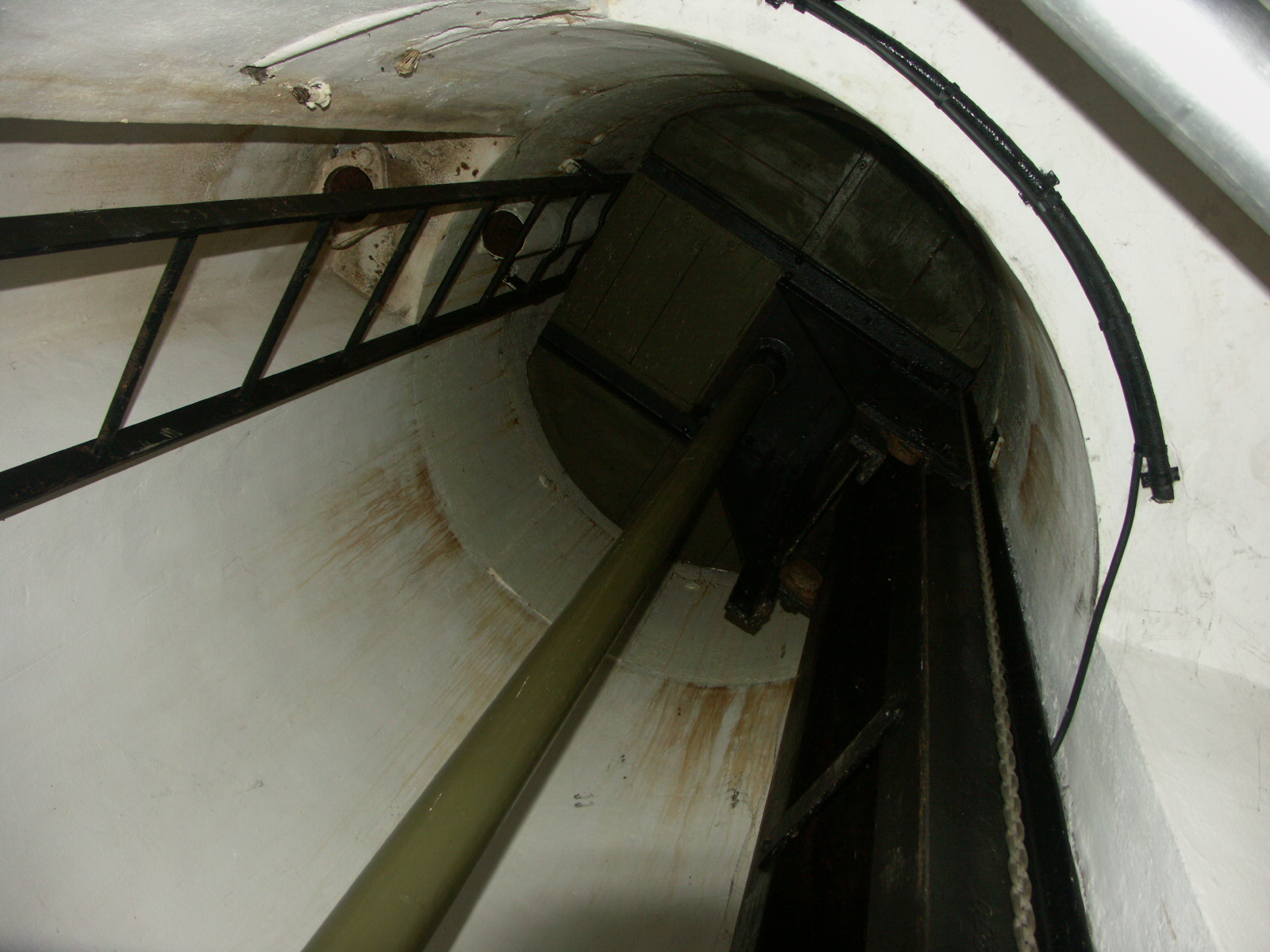
El pou d'una campana GFM
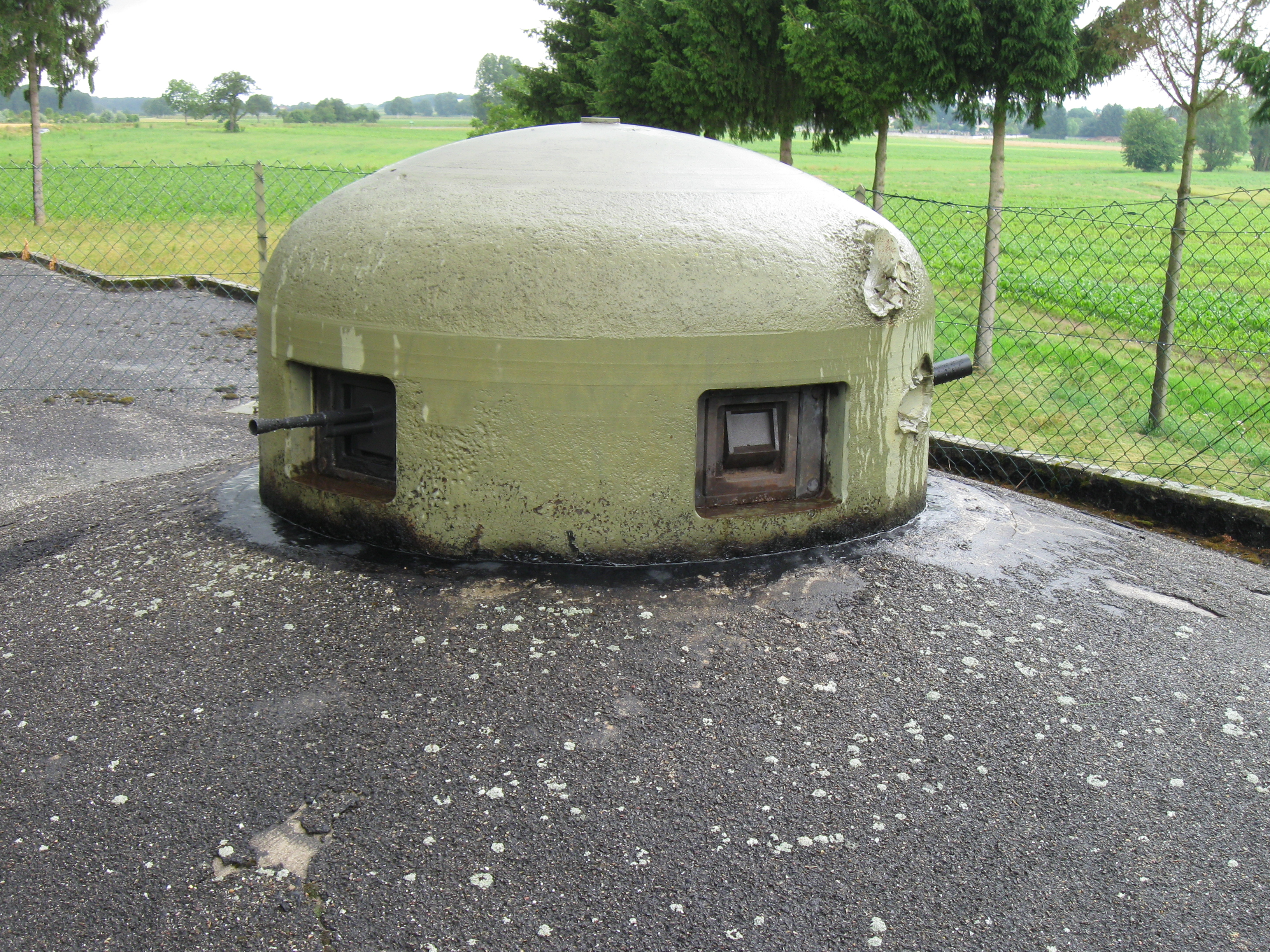
Exterior d'una campana GFM

Aquesta primera campana va ser considerara per unanimitat com «massa fràgil» al nivell de les seves troneres i, per tant, es va produir un altre model de campana GFM, anomenada «campana GFM tipus B (model de 1934)», i es van modificar algunes de tipus A per millorar-les i adaptar-les a les noves missions.

## Campana GFM tipus A (model de 1929)
La campana GFM model de 1929 (tipus A) és un conjunt monolític en forma de cilindre de 1,20 metres de diàmetre cobert per sobre amb una tapa semiesfèrica. Disposa de tres a cinc troneres, de les quals hi ha diversos tipus diferents per permetre la seva adaptació als angles de tir i de visió de cada lloc. La campana sobresortia uns 0,52 m sobre un parapet que s'inclinava des de la campana per drenar l'aigua i permetre un camp de tir inclinat. A l'interior es trobava una plataforma mòbil muntada sobre un sistema de cremallera, des de la qual el seu ocupant podia disparar a través d'una de les diverses troneres de la campana de 20 cm de gruix. Es va instal·lar una canonada al centre de la campana per a l'evacuació dels cartutxos, que queien dins d'una galleda en una cambra estanca. Després de ventilar la cambra, s'extreia la galleda.
Cada campana tenia el seu equipament específic: fusell metrallador, episcopi (petita finestra blindada de visió directa blindada molt petita), morter de 50 mm, i binocles.
Posteriorment, algunes campanes es van utilitzar com a lloc d'observació llunyà per a l'artilleria; es va considerar massa fràgil l'episcopi de la tronera i es van dotar d'un periscopi després de perforar el sostre.

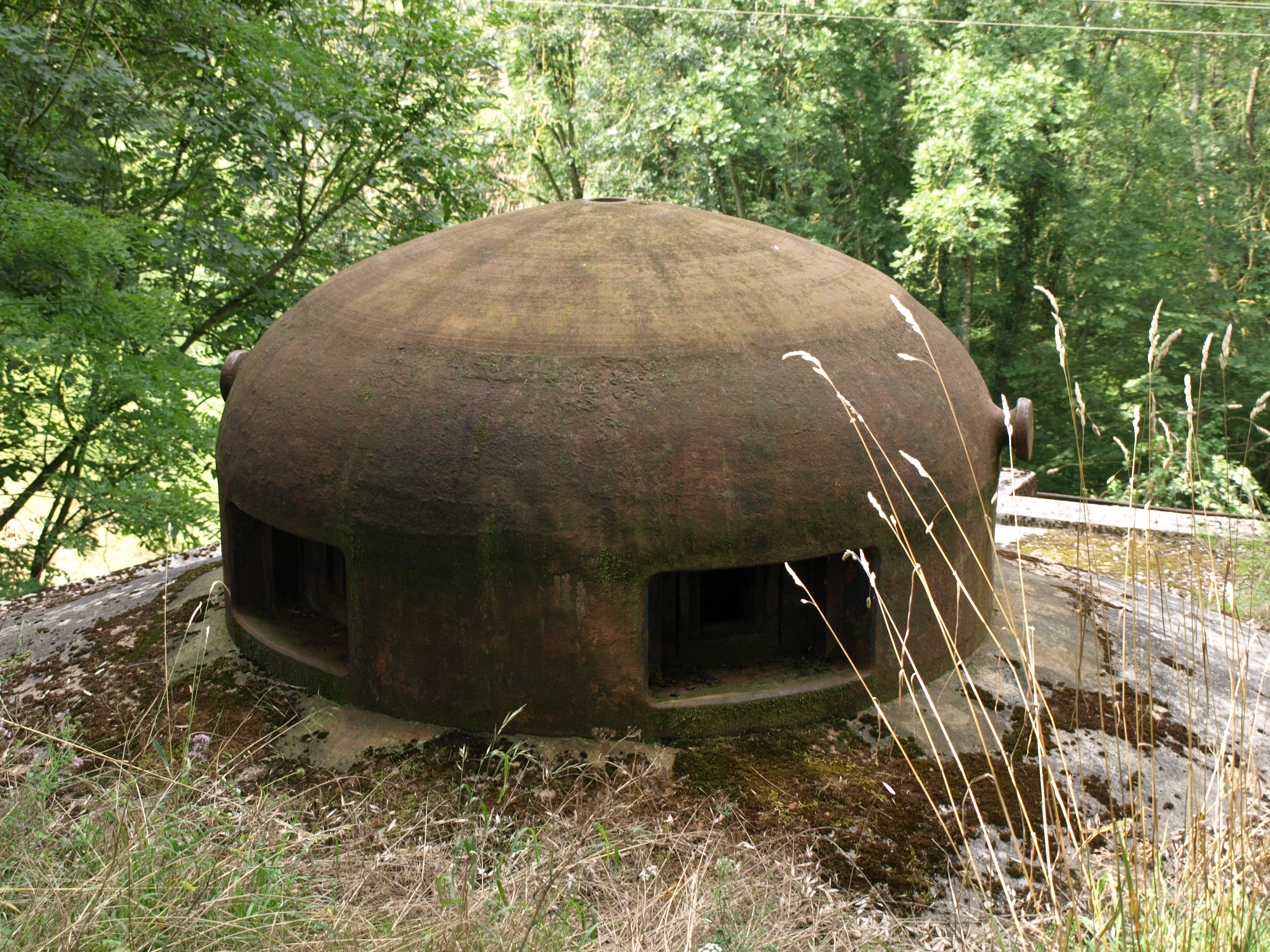
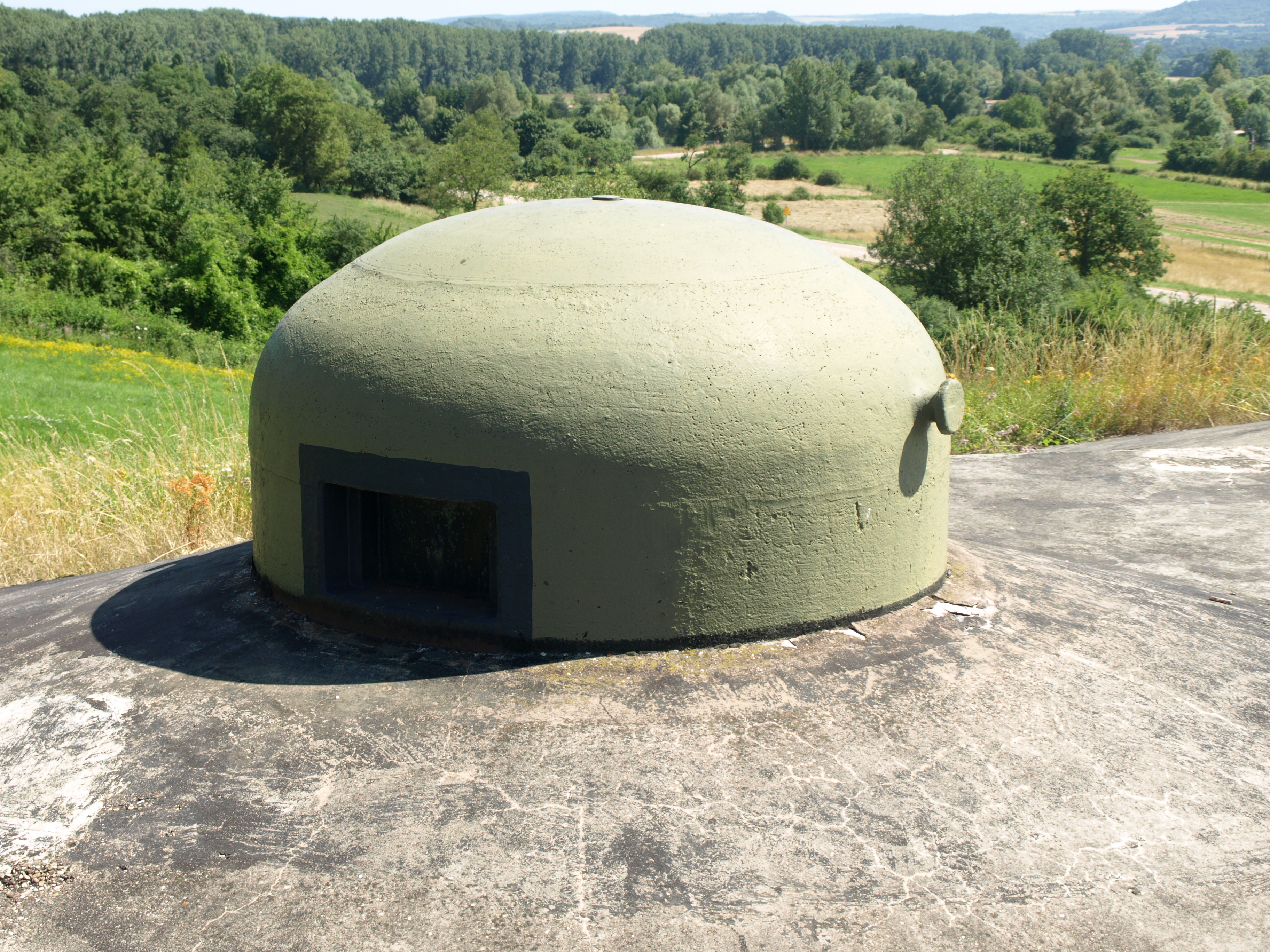
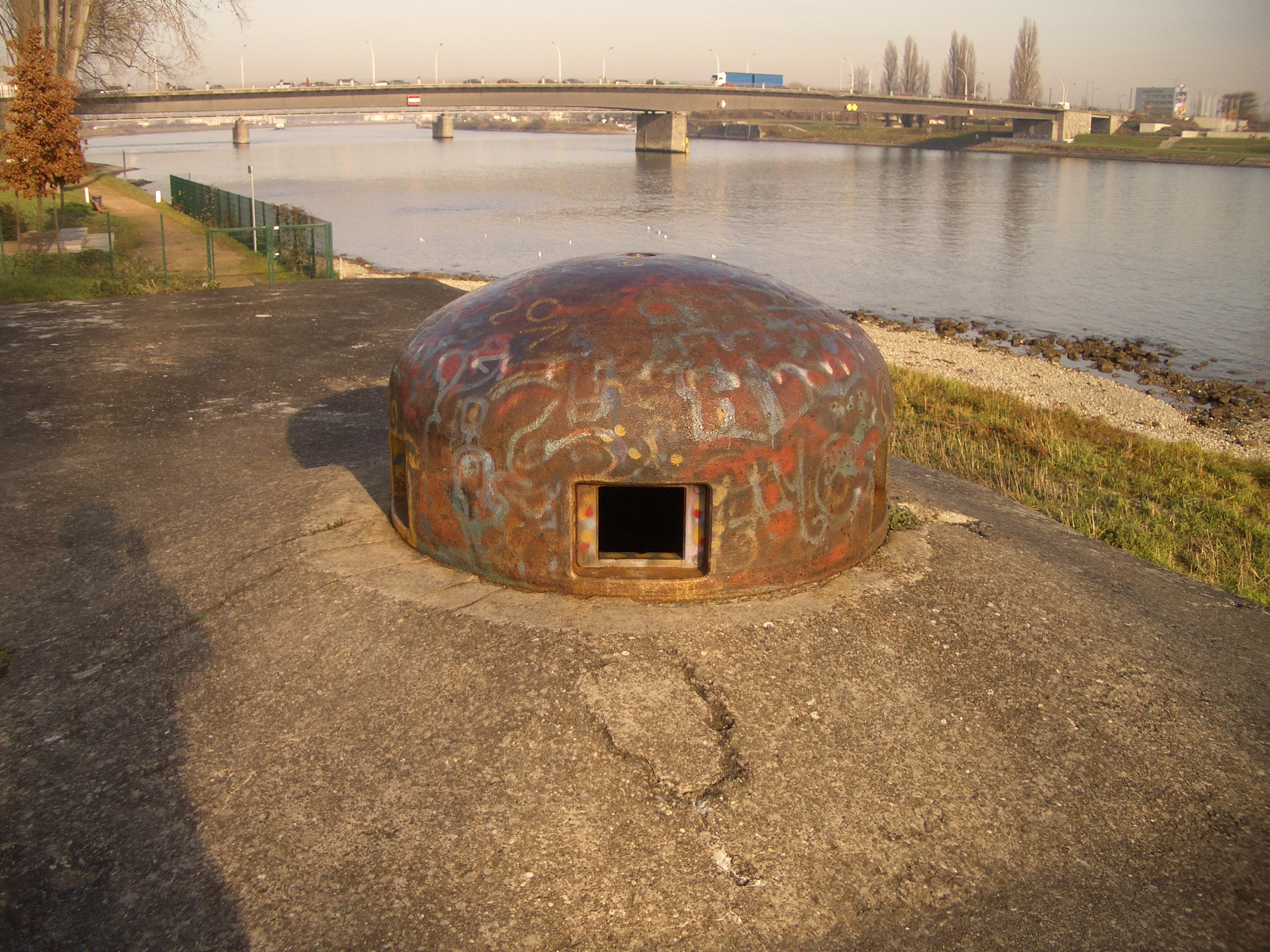
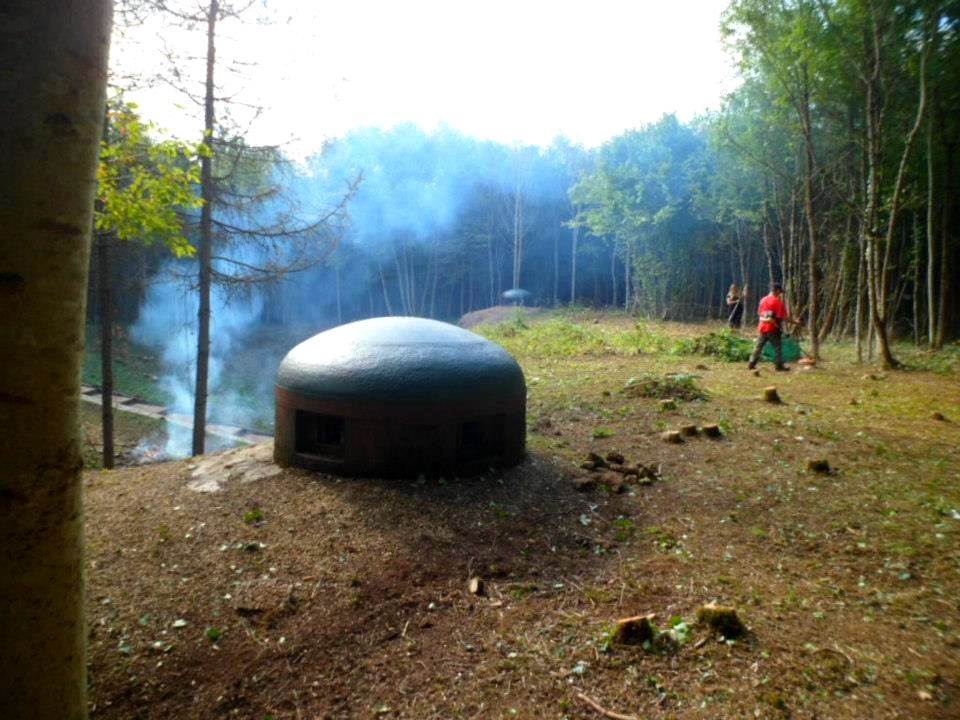

Hi ha quatre models de campana GFM tipus A per a cada nivell de protecció dels ouvrages de la línia:
- model petit:
  - gruix del blindatge: 20 cm
  - pes: 10,5 tones
  - alçària: 1,70 m.
  - nivell de protecció: 1
- model petit engrandit:
  - pes: 17 tones
  - alçària: 2,70 m.
  - nivell de protecció: 2
- model gran:
  - pes: 26 tones
  - alçària: 2,70 m.
  - nivell de protecció: 3
- model gran en dues parts (per a dues persones):
  - pes: ?
  - alçària: 3,17 m (en dues parts).
  - nivell de protecció: 4

## Campana GFM tipus B (model de 1934)

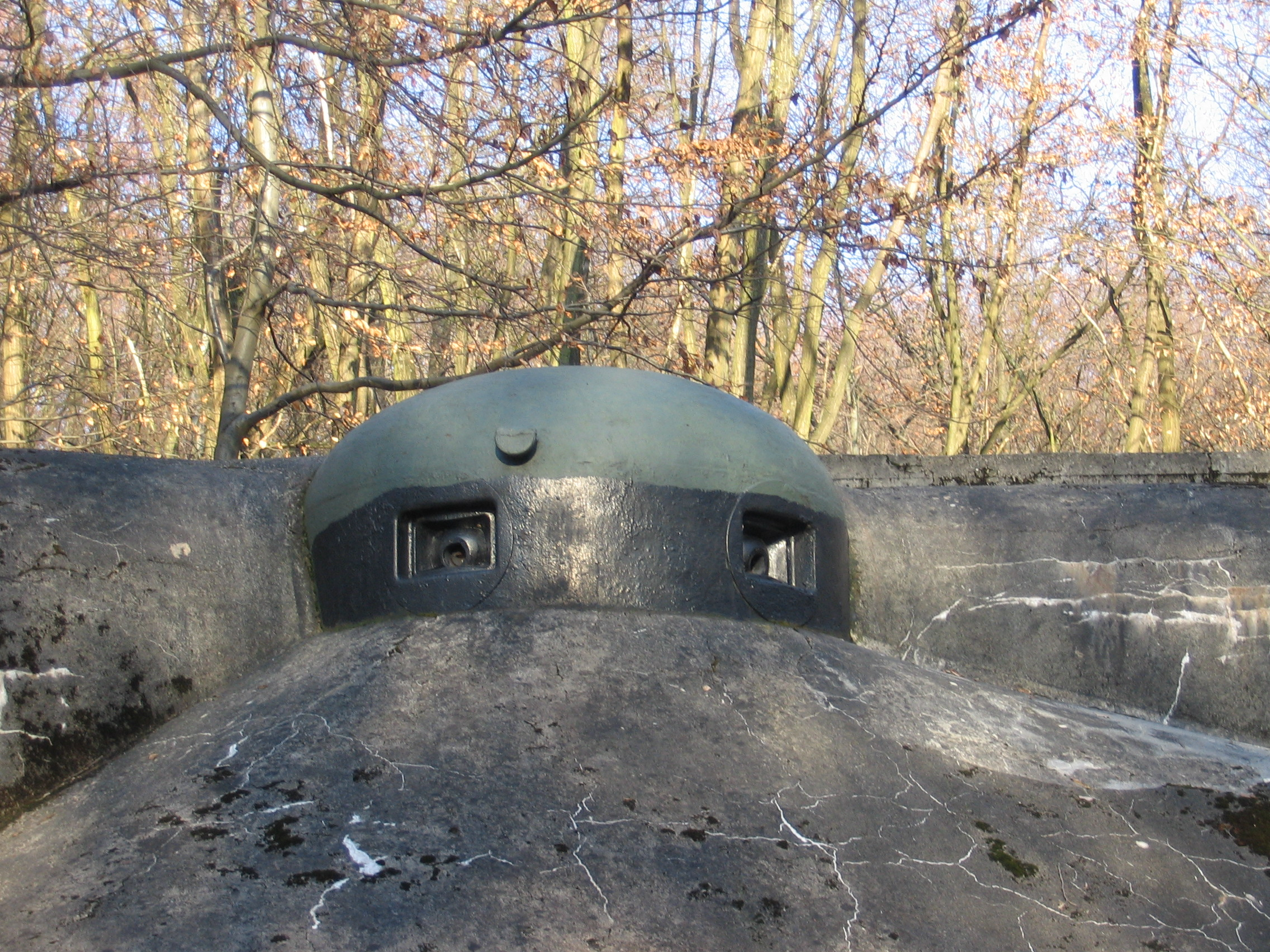
Campana GFM tipus B

Semblant al seu precedent, la campana GFM model de 1934 (tipus B) era una mica més ampla (1,30 m), més gruixuda, folrada interiorment amb una xapa d'acer per protegir-la contra els impactes de projectils, i les seves troneres eren més robustes que les del tipus A. No es feien les troneres durant la fabricació de la campana, sinó que es perforaven un cop la campana s'instal·lava al seu lloc.
L'equipament d'aquest model de campana es va limitar el 1940 a un fusell metrallador i un diascopi (molt més robust que l'episcopi de l'equipament de campanes tipus A). De fet, el suport de morter de 50 mm encara no s'havia fabricat i els nous binocles tampoc havien sortit. Algunes campanes destinades a l'observació a distància es van perforar, com les del tipus A, per instal·lar un periscopi.
Hi ha dos models de campanes GFM tipus B:
- model petit:
  - gruix del blindatge: 25 cm
  - pes: 17 tones
  - alçària: 2,17 m
  - nivell de protecció: 2
- model gran:
  - pes: 27 tones
  - alçària: 2.55 m .
  - nivell de protecció: 3

## Campana GFM tipus A modificada a tipus B

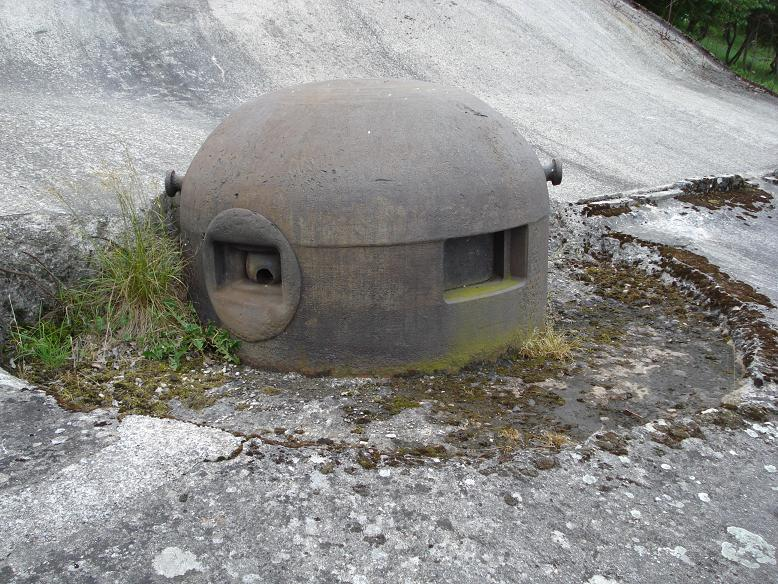
Campana GFM tipus A modificada parcialment a tipus B

Es coneixia la fragilitat de les troneres de les campanes de tipus A, per la qual cosa es va decidir transformar-les en tipus B. La modificació in situ era delicada i complicada, per tant es va iniciar la modificació amb les campanes instal·lades als ouvrages considerats més vulnerables. El 1940, només una trentena de campanes de tipus A havien estat modificades al tipus B.

## Nombre de campanes instal·lades
El 1940 havien instal·lades 1118 campanes a tota la línia Maginot (1009 de tipus A (una trentena d'elles modificades a tipus B) i 109 de tipus B). Aquesta xifra va superar molt significativament la prevista inicialment, ja que finalment es van instal·lar moltes campanes a ubicacions on, per manca de diners, no es va poder posar les torretes eclipsables inicialment previstes.
Finalment, cal afegir les «falses campanes» de xapa lleugera o formigó per enganyar als observadors enemics que es poden veure a determinats ouvrages, com per exemple a Rimplas.

## Vegeu també

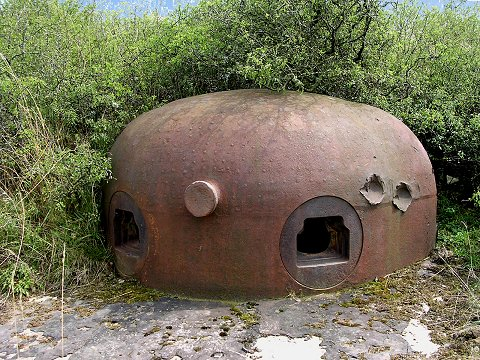
Campana AM
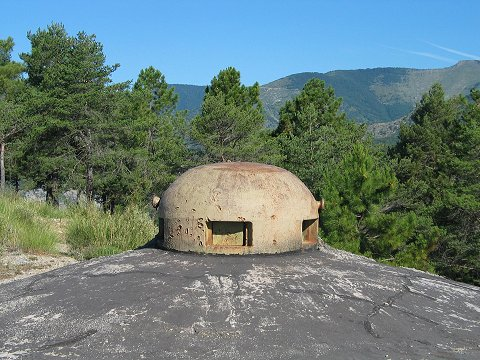
Campana GFM
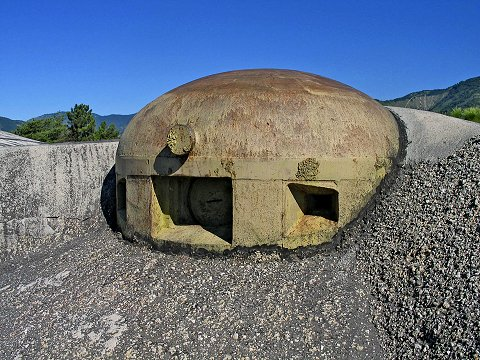
Campana JM
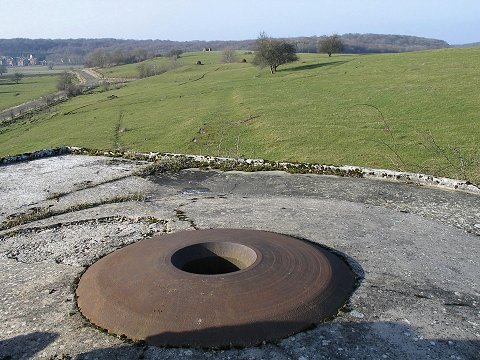
Campana LG
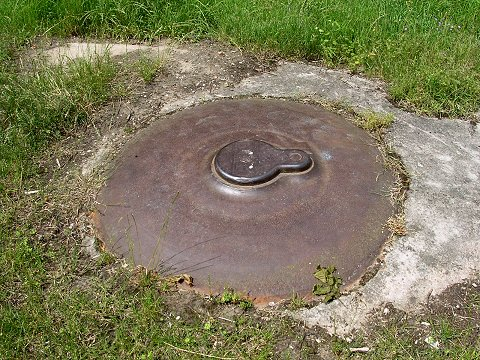
Campana VP
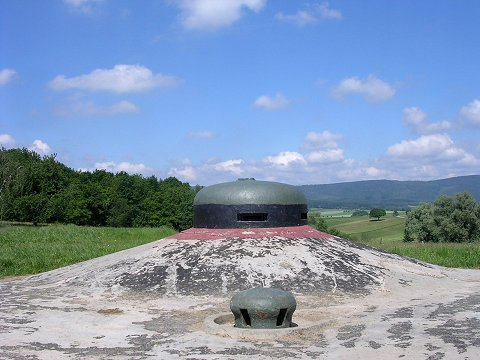
Campana VDP